# Putana

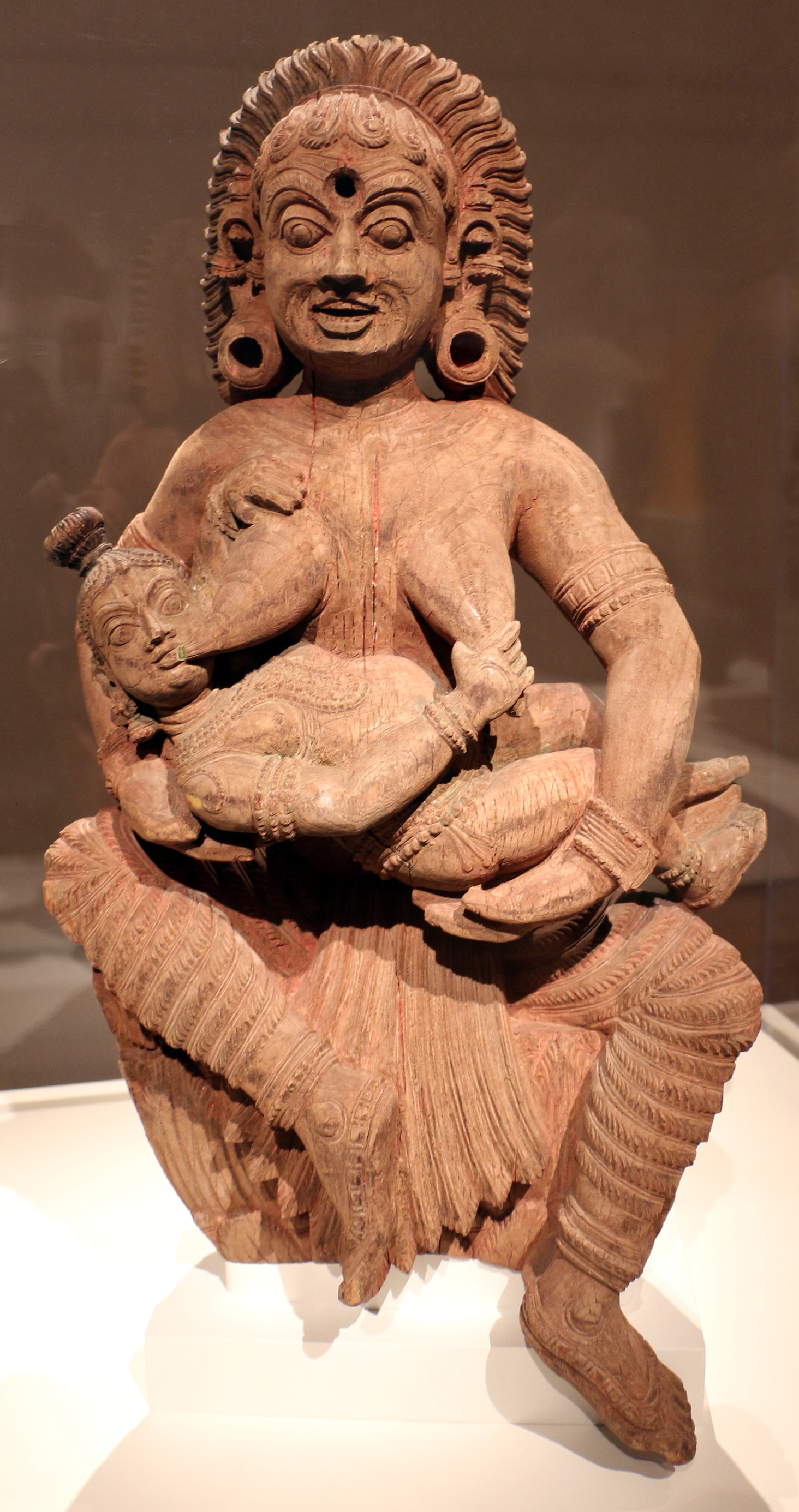
Uma escultura de madeira do século XVII de Putana com Krishna de Querala

No hinduísmo, Pūtanā (lit. "putrefação") é uma rakshasi (demônio) que foi morta pelo deus-criança Krishna. Putana se disfarça de uma jovem bonita e tenta matar o deus amamentando com leite envenenado; no entanto, Krishna suga seu leite e também sua vida por meio de seus seios. Putana também é considerada uma mãe adotiva de Krishna quando o amamentou. Ao oferecer seu leite, Putana realizou "o ato supremo de devoção materna" à sombra de seus motivos malignos. A lenda é contada e recontada nas escrituras hindus e em alguns livros indianos, que a retratam de várias maneiras como uma bruxa má ou um demônio que se rendeu a Krishna, embora ela tenha vindo inicialmente com motivos malignos.
Putana é interpretada como uma doença infantil ou pássaro, simbolizando perigo para uma criança ou desejo respectivamente, e até mesmo como uma simbólica mãe má. Ela está incluída em um grupo de deusas-mães hindus malévolas chamadas Matrikas e também no grupo de Yoginis e Grahinis (capturadores). Antigos textos médicos indianos prescrevem sua adoração para proteger as crianças de doenças. Um grupo de várias putanas é mencionado em antigos textos indianos.

## Etimologia
A palavra "Pūtanā", dividida como "Pūt" (virtude) e "nā" (não) significa "desprovido de virtude". Outra explicação deriva "Pūtanā" de "Pūta" (purificação), significando assim "aquela que purifica". Herbert teoriza que "Pūtanā" é derivado de "Put", um inferno na mitologia hindu, associado a pais e filhos. Assim, Herbert propõe, com base na etimologia e sua associação com os Matrikas, que Putana está intimamente ligada à maternidade. White traduz Putana como "fedorento" e o relaciona a feridas pustulantes, cuja erupção é um sintoma de catapora. Putana também é o nome da arma ou uma forma da deusa da varíola, Sitalá.